# Milà de Cuba
El milà de Cuba (Chondrohierax wilsonii) és un ocell rapinyaire de la família dels accipítrids (Accipitridae), sovint considerat una subespècie de Chondrohierax uncinatus. És endèmic dels boscos de l'est de Cuba. El seu estat de conservació es considera en perill crític d'extinció.